# ビッグ (映画)
『ビッグ』（Big）は、1988年製作のアメリカ映画。
ペニー・マーシャル監督によるコメディ映画。主演のトム・ハンクスは、この作品でゴールデングローブ賞 主演男優賞を受賞。

## ストーリー
13歳の少年ジョッシュは、親友のビリーといつもつるんで遊んでいた。年に一度地元の街にやってくる移動遊園地で、ジョッシュは意中の女の子にカッコつけたくジェットコースターに乗ろうとするが、身長が低くて乗れず落胆した。その夜の遊園地で願いを叶えるという不思議でレトロなコインゲーム機「ゾルダー」を見つけ、大きくなりたいと願う。奇妙なことに「ゾルダー」は電源も入っていないのに稼働していた。
翌朝目が覚めるとジョッシュは望み通りに大人の姿になっていた。すっかり変わったジョッシュは親に不審者と勘違いされて追い出されてしまう。なんとか親友のビリーにジョッシュであることを認識させて、すでにどこかに移転してしまった移動遊園地=「ゾルダー」を探すため二人でニューヨークに向かう。移動遊園地はなかなか見つからずジョッシュは帰る場所もないので、安いホテルに泊まり経歴を偽りおもちゃ会社に就職し大人として生活することになった。ある日ニューヨークの老舗おもちゃ屋「FAOシュワルツ」の巨大鍵盤ピアノで連盤して、偶然出会った就職先のマクミラン社長に「大人が失っている子供の感性」を持っていると気に入られ、商品開発のアドバイサーに起用された。
商品会議で会社の重役であるスーザンと出会い、スーザンは不思議なジョッシュに惹かれ、ジョッシュは戸惑いながらも大人の恋人関係になっていく。ジョッシュの「子供の感性」が受けて、とんとん拍子におもちゃ会社で出世していき大人として生活が安定するが、逆にビリーとは疎遠になってしまう。月日が過ぎ、消えてしまった息子に悲しむ両親・年相応に学生生活するビリーやクラスメイトたちを見て心を揺さぶられる。ついに元凶である移動遊園地=「ゾルダー」が見つかるが、ジョッシュは「このまま大人としてスーザンと過ごす」か「こどもに戻る」かの選択を迫られる。
苦渋のうえ「こどもに戻る」ことを選び「ゾルダー」を稼働させたジョッシュを、全て理解したスーザンはジョッシュの実家に送る。スーザンの車から玄関に向かう一瞬にジョッシュは13歳の少年の姿に戻った。ジョッシュは歓喜する家族に迎えられ、相も変わらず親友のビリーとともに学校生活を過ごすのであった。

## 登場人物
ジョッシュ・バスキン
ひょんなことから一夜にして少年から成人男性となる。おもちゃ会社に入社しデータ科の平社員として働き始めるが、1週間後に製品開発担当副社長に大抜擢される。見た目は20代半ばぐらいだが、中身は12歳ぐらいの状態。行動や思考、味覚なども子供なため状況によって周りから変な目で見られたり逆に周りに新鮮な発想をもたらす存在となる。
少年ジョッシュ
アメリカで言う7年生（日本で言う中学1年生）ぐらいのどこにでもいる少年。趣味はパソコンを操作すること。ある日移動遊園地にあった不思議な機械に「（背が）大きくなりたい」と願い事を言ったところ、一夜にして大人の男に成長してしまい生活が一変する。
スーザン
おもちゃ会社の女性社員。仕事をバリバリこなし、市場調査などから子供が欲しがるおもちゃを考えようとする。プライベートではポールの恋人。作中ではよくタバコを吸っている。これまでの男性社員とは全然タイプの違うジョッシュに興味を持ち始める。
マクミラン社長
おもちゃ会社の経営者。自社のおもちゃが今以上に売れるにはどうしたらいいか日々考えている。子供のような個性的な感覚を持つジョッシュを気に入り、彼のアイディアを新商品開発に取り入れる。
ポール
社長の腰ぎんちゃく。部下には厳しく社長にはゴマをする性格。1週間で大出世したジョッシュを妬み、一方的に敵視して彼の新商品のアイディアなどに否定的な発言をする。
ビリー
ジョッシュの親友。悪ガキでませた性格の少年。ジョッシュの隣の家に住んでおり、帰宅後もお互いの部屋にあるトランシーバーで話している。ジョッシュが「見た目は大人だが中身は子供」ということを唯一知っている人物。
スコッティ
マクミランの会社の勤続5年目の男性社員。入社当初データ科の社員として配属されたジョッシュと席が隣同士になる。
ジョッシュの母
夫と2人の子供を持つ主婦。ある朝ジョッシュが部屋からいなくなり、代わりに見知らぬ男（大人になったジョッシュ）と鉢合わせしたことから、息子が目の前の男に誘拐されたと思い悲嘆に暮れる。

## キャスト
| 役名                 | 俳優                       | 日本語吹替 | 日本語吹替           | 日本語吹替 |
| 役名                 | 俳優                       | ソフト版   | テレビ東京版         | 機内上映版 |
| -------------------- | -------------------------- | ---------- | -------------------- | ---------- |
| ジョッシュ・バスキン | トム・ハンクス             | 堀内賢雄   | 井上和彦             | 大塚芳忠   |
| スーザン             | エリザベス・パーキンス     | 土井美加   | 幸田直子             | 高島雅羅   |
| マクミラン社長       | ロバート・ロッジア         | 小林修     | 阪脩                 | 小林勝彦   |
| ポール               | ジョン・ハード             | 江原正士   | 江原正士             | 納谷六朗   |
| ビリー               | ジャレッド・ラシュトン     | 松岡洋子   | 坂本千夏             | 坂本千夏   |
| 少年ジョッシュ       | デヴィッド・モスコー       | 羽村京子   | 冬馬由美             | 伊倉一恵   |
| シンシア             | キンバリー・M・デイヴィス  | 伊藤美紀   | 津野田なるみ         | 岡本麻弥   |
| スコッティ・ブレナン | ジョン・ロヴィッツ         | 村山明     | 伊藤和晃             | 秋元羊介   |
| ジョッシュの母       | マーセデス・ルール         | 吉田理保子 | 泉晶子               | 火野カチコ |
| ジョシュの父         | ジョシュ・クラーク         | 塚田正昭   | 伊藤和晃             | 小島敏彦   |
| 人事部長             | ハーヴェイ・ミラー         | 藤本譲     | 吉水慶               | 峰恵研     |
| パターソン           | デブラ・ジョー・ラップ     | 片岡富枝   | 滝沢ロコ             | 片岡富枝   |
| 課長                 | ジェームズ・エックハウス   | 西村知道   | 鹿島信哉             | 田原アルノ |
| 体育教師             | アラン・ワッサーマン       | 稲葉実     | 西川幾雄             | 西村知道   |
| 浮浪者               | ポール・ハーマン           | 石井敏郎   | 江原正士             | 城山知馨夫 |
| 引越し業者           | ゴードン・プレス           | 小関一     | 出演シーンカット     | 伊井篤史   |
| 秘書                 | ダナ・カミンスキー         | 岡のりこ   | 冬馬由美             | さとうあい |
| フロント             | ロケッツ・レッドグレア     | 荒川太郎   | 幹本雄之             | 小室正幸   |
| 重役(1)              | バート・ゴールドスタイン   | 大山高男   | 伊井篤史             | 星野充昭   |
| 重役(2)              | ケヴィン・ミーニー         | 大塚明夫   | 幹本雄之             | 稲葉実     |
| 重役(3)              | ピーター・マクロビー       | 喜多川拓郎 | 鹿島信哉             | 沢木郁也   |
| 遊園地の係員         | ゲイリー・ハワード・クラー | 稲葉実     | 伊井篤史             | 秋元羊介   |
| カレン               | スーザン・ワイルダー       | 岡のりこ   | 冬馬由美             | 伊倉一恵   |
| フィル               | ジョン・ロスマン           | 稲葉実     | 成田剣               | 西村知道   |
| デレク               | マーク・バルー             | 子安武人   | 成田剣               | 飛田展男   |
| フレディ             | オリバー・ブロック         | 篠原あけみ |                      | 鈴木祐子   |
| 日本語版スタッフ     |                            |            |                      |            |
| 演出                 | 演出                       | 小山悟     | 松川陸               | 伊達康将   |
| 翻訳                 | 翻訳                       | 島伸三     | 入江敦子             | 島伸三     |
| 制作                 | 制作                       | 東北新社   | ムービーテレビジョン | 東北新社   |

- ソフト版：VHS・DVD・BD収録

その他声の出演：秋元千賀子、山口健、こおろぎさとみ、大橋真幸
- テレビ東京版：初回放送1990年12月6日『木曜洋画劇場』（21:02-22:54）※正味97分

その他声の出演：藤生聖子、村田美代子
- 機内上映版：録音日1988年8月13日 ※ノーカット

スターチャンネルで2024年6月23日に放送
その他声の出演：岩坪理江、こおろぎさとみ

## ノベライズ
- 『ビッグ』B・B・ヒラー、ニール・W・ヒラー著、安達昭雄訳、角川文庫、1988年7月

## ミュージカル
1996年にブロードウェイで、この映画を元にしたミュージカルが上演された。主演はダニエル・ジェンキンス。
日本では1998年からフジテレビ主催で『big 〜夢はかなう〜』というタイトルで上演された。1998年と1999年は唐沢寿明主演、ヒロインは1998年が酒井法子、1999年は真矢みき。2000年は赤坂晃主演。ヒロインは宮崎優子。

## リメイク
2012年に韓国でコン・ユの主演により、『ビッグ 〜愛は奇跡〜』のタイトルでテレビドラマ化された。